# Gyoji Matsumoto
Gyoji Matsumoto (japonès: 松本暁司)  (Saitama, 13 d'agost de 1934 - Saitama, 2 de setembre de 2019) va ser un futbolista japonès.

## Selecció japonesa
Gyoji Matsumoto va disputar un partit amb la selecció japonesa.